# Big Lake (Arizona)
Pour les articles homonymes, voir Big Lake.
Big Lake est un lac situé en Arizona aux États-Unis.

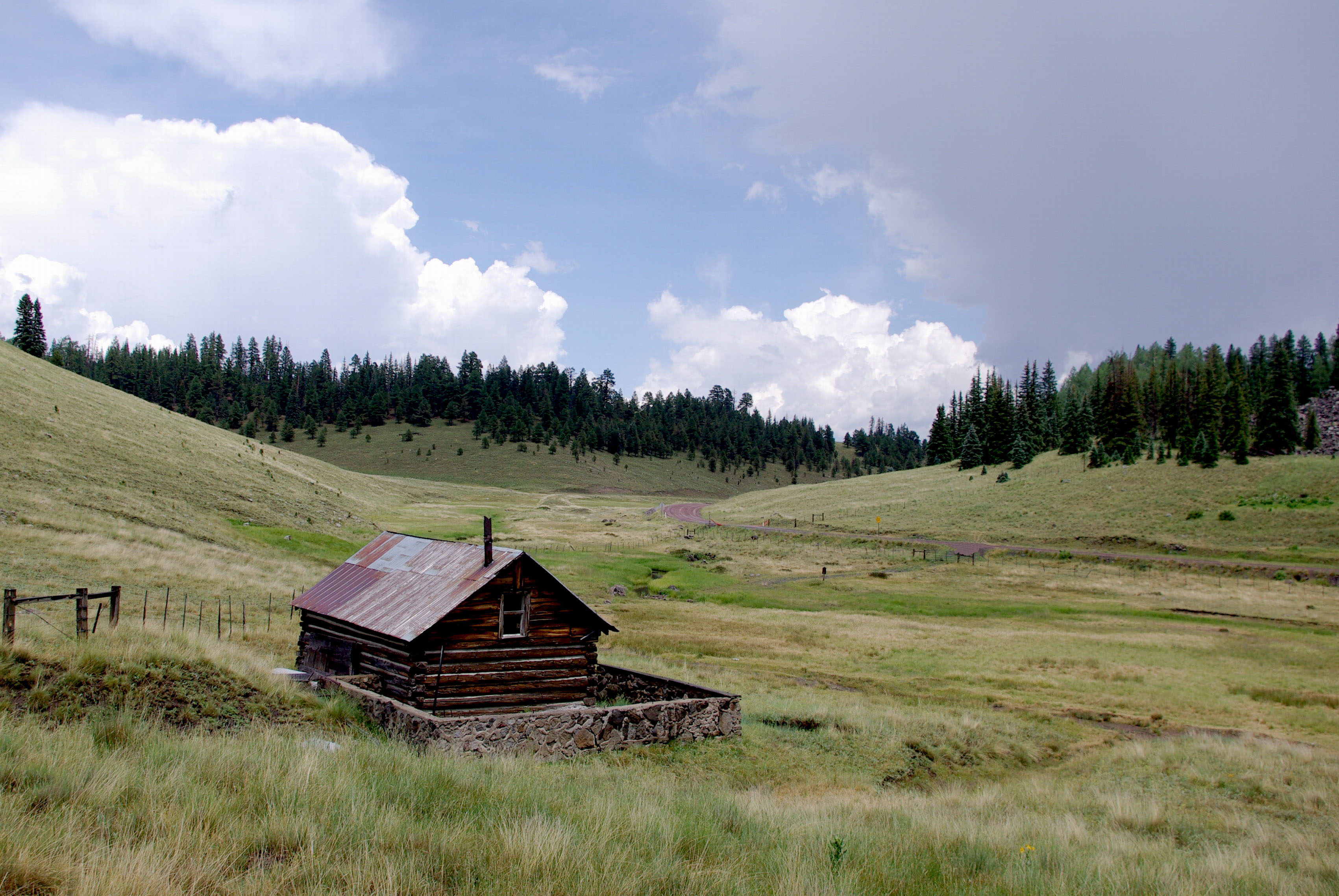
Une cabane près de Big Lake en Arizona

Situé à 48 km au sud de Springerville à 2 700 m d'altitude, sa superficie est de 180 ha. Il est considéré comme un des meilleurs sites de pêche des White Mountains (Arizona) (en).